# 9006 Voytkevych
A 9006 Voytkevych (ideiglenes jelöléssel 1982 UA7) a Naprendszer kisbolygóövében található aszteroida. Ljudmila Karacskina fedezte fel 1982. október 21-én.